# Dale (Indiana)
Dale – miasto w Stanach Zjednoczonych, w stanie Indiana, w hrabstwie Spencer.